# Сакмар-Назаргулово
Сакма́р-Назаргу́л (баш. Һаҡмар Наҙарғол) — деревня в Хайбуллинском районе Башкортостана, входит в Абишевский сельсовет.

## Географическое положение
Расстояние до:
- районного центра (Акъяр): 51 км,
- центра сельсовета (Большеабишево): 33 км,
- ближайшей ж/д станции (Сара): 108 км.

Находится на левом берегу реки Сакмары.

## История
Название восходит к именовании р. Һакмар (Сакмара) и личного имени Наҙарғол (Назаргул).

## Население
| 2002 | 2010 |
| ---- | ---- |
| 154  | ↘120 |

Национальный состав
Согласно переписи 2002 года, преобладающая национальность — башкиры (100 %).

## Религия
В деревне есть мечеть.